# Британска индоокеанска територия
Британската индоокеанска територия (на английски: British Indian Ocean Territory) е отвъдморска територия на Обединеното кралство, намираща се в Индийския океан. Територията включва архипелага Чагос (Chagos Archipelago), с обща земна площ от 60 км2.

## География
Най-големият и най-южен остров Диего Гарсия е с площ от 44 км2 и помещава съвместна британско-американска военна база. След прогонването на местното население през 60-те и 70-те години на 20 в., единствените обитатели на острова са британски и американски военни и свързаните с тях изпълнители, чийто общ брой възлиза на 2500 (данни за 2012 година). Достъпът до островите на случайни туристи, журналисти и предишните им обитатели е забранен.

## История
Между 1968 г. и 1973 г. местното население, тогава наброяващо около 2000 души, е прогонено от британското правителство на Мавриций и Сейшелските острови, за да могат Съединените щати да създадат военна база на острова.  
Мавриций се опитва да си възвърне контрола върху архипелага Чагос, който Обединеното кралство отделя от територията му през 1965 г., за да създаде Британската индоокеанска територия. В днешно време, прогонените местни жители все още се опитват да се върнат и твърдят, че насилственото им експулсиране и лишаване от собственост е незаконно. През февруари 2019 г. Международният съд на ООН нарежда на Великобритания да върне архипелага Чагос на Мавриций възможно най-скоро. 

## Управление
Като територия на Великобритания държавен глава е британският монарх. Територията няма коронен управител (заместник), защото няма местно население. Главите на правителствата са комисарят и губернаторът, които живеят във Великобритания. Представител на комисаря е офицерът, командващ британския отряд, разположен на острова.
Британската индоокеанска територия се управлява от британския териториален закон в съответствие с конституционния ред от 2004 г. според която комисарят има пълна законова власт над територията с възможност за приемане на закони и разпоредби по свое усмотрение. Ако комисарят не приеме закон по даден въпрос, законите в Англия се прилагат за територията в съответствие с декрета от 1983 г., но почти всички местни жители са американски военен персонал и на практика престъпленията се решават съгласно американското военно законодателство. Използването на военната база се урежда от приложимите споразумения между Великобритания и САЩ. Всички действия, предприети от САЩ, първо трябва да бъдат одобрени от британското правителство.

## Демография
През 2006 г. общото население е 4000, от които 2200 са американски военен персонал или изпълнители, 1400 филипински работници, 300 мавритански работници по договор и 100 британски войници. Смята се, че този брой е спаднал значително след края на американските бомбардировки през август 2006 г.

## Стопанство
Всички икономически дейности се извършват в Диего Гарсия, където се изграждат съвместните англо-американски казарми и съоръжения, построени след принудителното преместване на местните чагосанци в Мавриций. През 1995 г. островът е дом на около 1700 британски и американски военнослужещи и 1500 цивилни работници.
Строителни и сервизни дейности за военните се извършват от военни служби и договорни агенти от Великобритания, Мавриций, Филипините и САЩ. На островите няма производство или земеделие. До създаването на морския резерват територията има годишен доход от един милион долара, получаван чрез издаване на лицензи за търговски риболов на лодки от други места.